# Avec grande probabilité
En mathématiques et plus particulièrement en théorie des probabilités, une suite d'évènements, indexée par les entiers naturels, se réalise avec grande probabilité si la probabilité que le n-ième évènement se réalise converge vers 1 à l'infini.

## Définition
Soit {\displaystyle (A_{n})_{n\geq 0}} une suite d'évènements sur un espace probabilisé {\displaystyle (\Omega ,{\mathcal {F}},\mathbb {P} )}. Cette suite se réalise avec grande probabilité si {\displaystyle \lim _{n\to \infty }\mathbb {P} (A_{n})=1}.
Par abus de langage, on dit aussi que l'évènement {\displaystyle A_{n}} se réalise avec grande probabilité.

## Propriétés
- Une suite d'évènements se réalise avec grande probabilité si et seulement si la suite des indicatrices associée converge vers 1 en probabilité.
- Si une suite de variables aléatoires {\displaystyle (X_{n})_{n\geq 0}} à valeurs dans un espace métrique {\displaystyle (E,d)} converge en loi vers une variable {\displaystyle X} et que presque sûrement {\displaystyle X} appartient à un ouvert {\displaystyle U} de {\displaystyle E} alors avec grande probabilité {\displaystyle X_{n}\in U}.